# Polyptyque de San Domenico à Camerino
Le Polyptyque de San Domenico à Camerino (en italien, Polittico di San Domenico di Camerino), également connu sous le nom de Triptyque de Camerino, est une peinture à la détrempe et or sur bois de Carlo Crivelli, datée de 1482 et démembrée entre la Pinacothèque de Brera à Milan, le Musée Städel de Francfort et la collection Abegg-Stockar de Zurich . 

## Histoire
Le retable polyptyque a sans doute été peint à Camerino et constitue la première œuvre de l'artiste pour la ville. Il se trouvait déjà dans l'église San Domenico pour décorer l'autel bien avant le rassemblement d'autres œuvres à la suite du tremblement de terre de 1799, comme en témoignent les deux saints dominicains. 
L'ensemble devait être déjà démembré, car les pièces individuelles ont été inventoriées séparément après le tremblement de terre, à la suite d'un réarrangement à Camerino. À cette époque, le panneau central de la prédelle était absent, alors que les trois panneaux des cuspides subsistaient, lesquels ont ensuite été échangés par Filippo Benucci en deux phases, en 1832 et en 1834, qui les mit sur le marché des antiquaires  (le même sort a touché l'Annonciation à saint Emidio). 
Le panneau central fut enlevé pendant la domination napoléonienne (subissant le même sort que les deux autres polyptyques cameriniens de l'artiste) en 1811 et emmené à Milan, arrivant à Brera le 24 septembre.

## Description
Conservés à la Pinacothèque de Brera,, Milan : 
- Panneau central : Vierge à l'Enfant tenant un pinson signé et daté OPVS CAROLI CRVELLI VENETI M48II (1482), 190 × 78 cm,
- panneau de gauche : saint Pierre et saint Dominique.
- panneau de droite : saint Pierre martyr et saint Venanzio tenant une maquette de la ville de Camerino.

L'ensemble des trois panneaux centraux étaient probablement surmontés d'une Annonciation encadrant (musée Städel, Francfort) une Résurrection avec Christ bénissant (collection Abegg-Stockar à Zurich).
La prédelle : deux panneaux subsistent, également à la Pinacothèque de Brera :
- Les saints Antoine abbé, Jérôme et André, 25 × 62 cm.
- Les saints Jacques majeur, Bernardin de Sienne et Nicodème, 25 × 60 cm.

### Reconstitution possible
|  |  |  |
|  |  |  |
|  |  |  |